# Psychopathia sexualis
Psychopathia sexualis, de Richard von Krafft-Ebing, est un ouvrage paru en 1886 à Stuttgart, destiné à servir de manuel de référence aux médecins légistes et aux magistrats[Quoi ?]. 
Il est rédigé dans une langue universitaire et l’introduction insiste sur le choix d’un titre savant, emprunté à l'ouvrage du médecin ruthénien Heinrich Kaan, visant à « décourager les profanes ». 
Dans le même esprit, certains passages sont rédigés en latin. 
En dépit de ces précautions, le livre connaît un grand succès populaire. Il est maintes fois réédité et traduit. Une marque de la popularité de l'ouvrage est le fait que les éditions successives s'enrichissent de nouveaux témoignages : Krafft-Ebing recevra, plus que tout autre auteur, un nombre impressionnant de lettres à prétention autobiographique, écrites par des lecteurs s'étant « reconnus » dans les cas figurant dans les précédentes éditions.

## Théorie
En effet, si le propos est toujours développé en référence à la pathologie, nommément, à la dégénérescence (ce qui sera de moins en moins le cas en sexologie, les "perversions sexuelles" devenant des variétés de la sexualité humaine), le style de raisonnement qui est en même temps proposé se détache progressivement de la psychiatrie : le masochisme, le sadisme, le fétichisme et l'homosexualité sont des symptômes fonctionnels de dégénérescence à l'époque, mais ils n'en constituent pas moins des « manières d'aimer », caractérisées par un certain nombre de traits propres.
Le masochisme, qui retient longuement l'attention de Krafft-Ebing, est par exemple défini comme une sensibilité érotique particulière, dans laquelle l'individu est, « dans ses sentiments et dans ses pensées sexuels, dominé par l’idée d’être soumis absolument et sans condition à une personne de l’autre sexe ».
Dès la première édition de Psychopathia sexualis (1886), Krafft-Ebing classe les pathologies sexuelles en quatre catégories :
- paradoxie (libido intempestive chez le jeune enfant ou la personne âgée) ;
- anesthésie (absence de libido) ;
- hyperesthésie (libido exacerbée) ;
- paresthésie (libido dévoyée). Aussi appelée « perversion de l'instinct sexuel ». C'est dans cette catégorie que sont décrits l’homosexualité, le fétichisme, le sadisme et le masochisme.

Ces quatre pathologies sont en outre classées dans la section névroses cérébrales, distinguées des névroses périphériques (pathologies relatives à la sensibilité des organes sexuels) et des névroses spinales (pathologies des centres d'érection et d'éjaculation, situées dans la moelle épinière) : elles sont des désordres fonctionnels du « sens sexuel », situé selon la plupart des auteurs fin-de-siècle, Krafft-Ebing compris, à la périphérie du cerveau. 
Ce centre cérébral peut être excité par des représentations issues des sens (perceptions) et de la mémoire, mais aussi par des phénomènes organiques : lorsqu'il est ainsi excité, naît le désir de la satisfaction sexuelle. Le désir de la satisfaction sexuelle se manifeste en outre dans le sens des désirs et des représentations en question : ainsi, le centre cérébral peut être excité par les représentations les plus diverses, certaines étant qualifiées d'« adéquates » (représentations hétérosexuelles normales, c'est-à-dire visant le coït), les autres d'« inadéquates ».
En ce sens, les quatre pathologies distinguées plus haut peuvent être définies comme suit : 
- Paradoxie (excitation du centre cérébral avant la puberté (enfance), ou après l'extinction des fonctions sexuelles – vieillesse).
- Anesthésie (le centre cérébral ne répond à aucune excitation : ni aux impulsions des organes génitaux – qui fonctionnent normalement –, ni aux représentations issues des sens ou de la mémoire.)
- Hyperesthésie (le centre cérébral répond de manière extrêmement vive aux représentations et impulsions organiques.)
- Paresthésie (le centre cérébral est excité par des représentations anormales – « inadéquates »)[6].

La définition de la perversion sexuelle (paresthésie) est précisée comme suit : « Il se produit dans ce cas un état morbide des sphères de représentation sexuelle avec manifestation de sentiments faisant que les représentations, qui d’habitude doivent provoquer physico-psychologiquement des sensations désagréables, sont au contraire accompagnées de sensations de plaisir. » Cette définition peut être élargie, si l'on considère (comme le fait Krafft-Ebing à plusieurs reprises) que les représentations perverses peuvent aussi, au lieu de provoquer de qu'on imagine être le dégoût ou l'horreur, ne rien provoquer du tout : certaines représentations érotisées par les "pervers", comme le fameux bonnet de nuit, laissent l'homme ou la femme « sains » au point de vue psychosexuel dans l'indifférence la plus totale. Ainsi caractérisée, la perversion sexuelle peut revêtir de multiples formes. 

### Masochisme
Pour reprendre l'exemple du masochisme, la représentation désagréable en question, et qui doit provoquer des sensations désagréables, est la représentation de la soumission ou l'humiliation.
Il est remarquable que cette définition du masochisme comporte une part non négligeable de normativité de genre : lorsque la soumission est considérée comme devant être accompagnée de sentiments de déplaisir, ce n'est que parce que l'individu en question est présupposé être un homme. En effet, écrit Krafft-Ebing, « chez la femme, l'idée des rapports sexuels se rattache en général à l’idée de soumission. C’est pour ainsi dire le diapason qui règle la tonalité des sentiments féminins. » En ce sens, chez la femme, l'idée de la soumission peut être érotisée. Chez l'homme, au contraire, la soumission, surtout sexuelle, n'est pas appropriée ; chez lui, la représentation des rapports sexuels est, selon Krafft-Ebing, essentiellement active, et teintée d'agressivité. C'est pour cette raison qu'il considère le sadisme comme une exagération pathologique des caractères psychosexuels masculins, et le masochisme comme une amplification pathologique des caractères psychosexuels féminins. 
Mais on devrait se garder de conclure que les femmes sont "naturellement" masochistes. Le masochisme est essentiellement de nature sexuelle, c'est-à-dire qu'il ne se rencontre que lors des rapports sexuels. Pour preuve, de nombreux hommes masochistes abhorrent l'idée de se soumettre à une femme dans les rapports sociaux. La comparaison du masochisme et de la condition de la femme dans le rapport entre les deux sexes doit plutôt être interprétée à l'inverse : elle indique que le masochiste a une manière particulière de sentir, d'habitude propre au sexe féminin. La soumission est « le diapason qui règle ses sentiments » sexuels. 

### Homosexualité
Après de nombreux entretiens avec des patients ou des sujets homosexuels qu’il fréquente en tant que médecin légiste, et la lecture d’articles demandant la dépénalisation de l’homosexualité masculine dans l’empire austro-hongrois, Krafft-Ebing en vient à la conclusion que les homosexuels et les lesbiennes ne sont pas exactement des dégénérés. Il milite dans le sens d'une dépénalisation des pratiques homosexuelles (la législation autrichienne étant très dure sur ce point). 
Il élabore une théorie selon laquelle l’homosexualité résulterait d'une anomalie lors du développement du cerveau de l'embryon ou du fœtus, anomalie provoquant une inversion sexuelle des sentiments, représentations et désirs sexuels. Quelques années plus tard, en 1901, il amende cette hypothèse en publiant un article dans le Jahrbuch für sexuelle Zwischenstufen où il substitue le mot différenciation au terme anomalie. Mais ces conclusions restent méconnues pendant des années, en partie à cause du succès des théories de Sigmund Freud, mais aussi à cause de l’opposition de l’Église catholique qui désapprouve ses positions sur l’homosexualité et qui, surtout, s’offusque de voir Krafft-Ebing associer l’aspiration à la sainteté et au martyr à des formes d’hystérie, et à les rapprocher des pratiques utilisées dans le masochisme (flagellation, mortifications, etc.) [réf. souhaitée] .
Il est l'un des premiers à considérer la notion de bisexualité, avec Havelock Ellis et Magnus Hirschfield comme une condition physique ou psychique introduisant des aspects masculins et féminins.
Quelques années plus tard, d'autres spécialistes arrivent à des conclusions similaires et abordent la transidentité en termes de différenciation relevant de la chirurgie plutôt que du traitement psychiatrique ou de la thérapie analytique.